# Irving A. Leonard
Irving Albert Leonard (*New Haven, 1 de diciembre de 1896 - 30 de agosto de 1996), hispanista estadounidense.

## Estudios y docencia
Estudió Ciencias Naturales en la Universidad de Yale, pero una estancia en las islas Filipinas (1921-1922), y más en concreto en Cebú y Luzón en un trabajo de aduanas, se aficionó a la hispanística. Fue profesor de Literatura e Historia Hispanoamericana en la Universidad de Míchigan.

## Obras como editor y escritor
Se especializó en la obra del escritor barroco hispanoamericano Carlos de Sigüenza y Góngora, de quien editó The Mercurio Volante of Don Carlos de Sigüenza y Góngora. An Account of the First Expedition of Don Diego de Vargas into New Mexico in 1692 y Alboroto y motín de México del 8 de junio de 1692; sobre este escritor compuso la monografía Don Carlos de Sigüenza y Góngora: A Mexican Savant of the Seventeenth Century 
También editó las obras del polígrafo de entre los siglos XVII y XVIII Pedro de Peralta Barnuevo y escribió Baroque Times in Old Mexico, traducido como Época barroca en el México colonial. Books of the Brave (Los libros del conquistador) es su obra más conocida. Aquí intentó formular la cultura media del conquistador español de América y descubrió, entre otras cosas, la gran difusión del Romancero, los repertorios de lírica cancioneril y los libros de caballerías entre todos ellos. Sobre estos últimos escribió también Romances of Chivalry in the Spanish Indies. Otras obra suay digna de mención es Colonial Travelers in Latin America, traducido como Viajeros por la América latina colonial.
Se le debe asimismo cerca de un centenar de artículos sobre temas de historia, sociología y literatura de Hispanoamérica; es especialmente importante "Don Quixote and the Book Trade in Lima", donde demostró que uno de los primeros destinos de gran parte de la primera edición de Don Qujote (1605) fue precisamente Hispanoamérica y, en concreto, Perú; también descubrió varias referencias al Guzmán de Alfarache de Mateo Alemán en México. Fue autor de algunos libros de enseñanza del español en colaboración con otros autores. Fue miembro correspondiente en Alexandria, Virginia, de la Academia Mexicana de la Lengua.